# Geografía de las Islas Pitcairn
Las Islas Pitcairn constan de cuatro islas (25°04′00″S 130°05′00″O / -25.06667, -130.08333):
- Isla Pitcairn (isla principal) (25°04′S 130°06′O / -25.067, -130.100)
- Isla Henderson (24°22′01″S 128°18′57″O / -24.36694, -128.31583)
- Isla Ducie (24°40′09″S 124°47′11″O / -24.66917, -124.78639)
- Isla Oeno y Sandy (23°55′26″S 130°44′03″O / -23.92389, -130.73417)

La isla Pitcairn es una isla volcánica, la isla Henderson es un levantamiento de coral y la islas Ducie y Oeno y Sandy son ambas atolones de coral.
La isla Pitcairn es la única isla habitada, tiene una área de 4,5 km², casi la mitad de los cuales son terreno fértil. Tiene una densidad de 10 habitantes/km²; solo es accesible por barco a través de la Bahía del Bounty. La isla Oeno está situada a 140 km al norte de la Isla Pitcairn, la isla Henderson, que representa el 67% de la superficie total del territorio, está situada a 200 km al noroeste de Pitcairn y la isla Ducie está a 360 km de Henderson.

## Ubicación

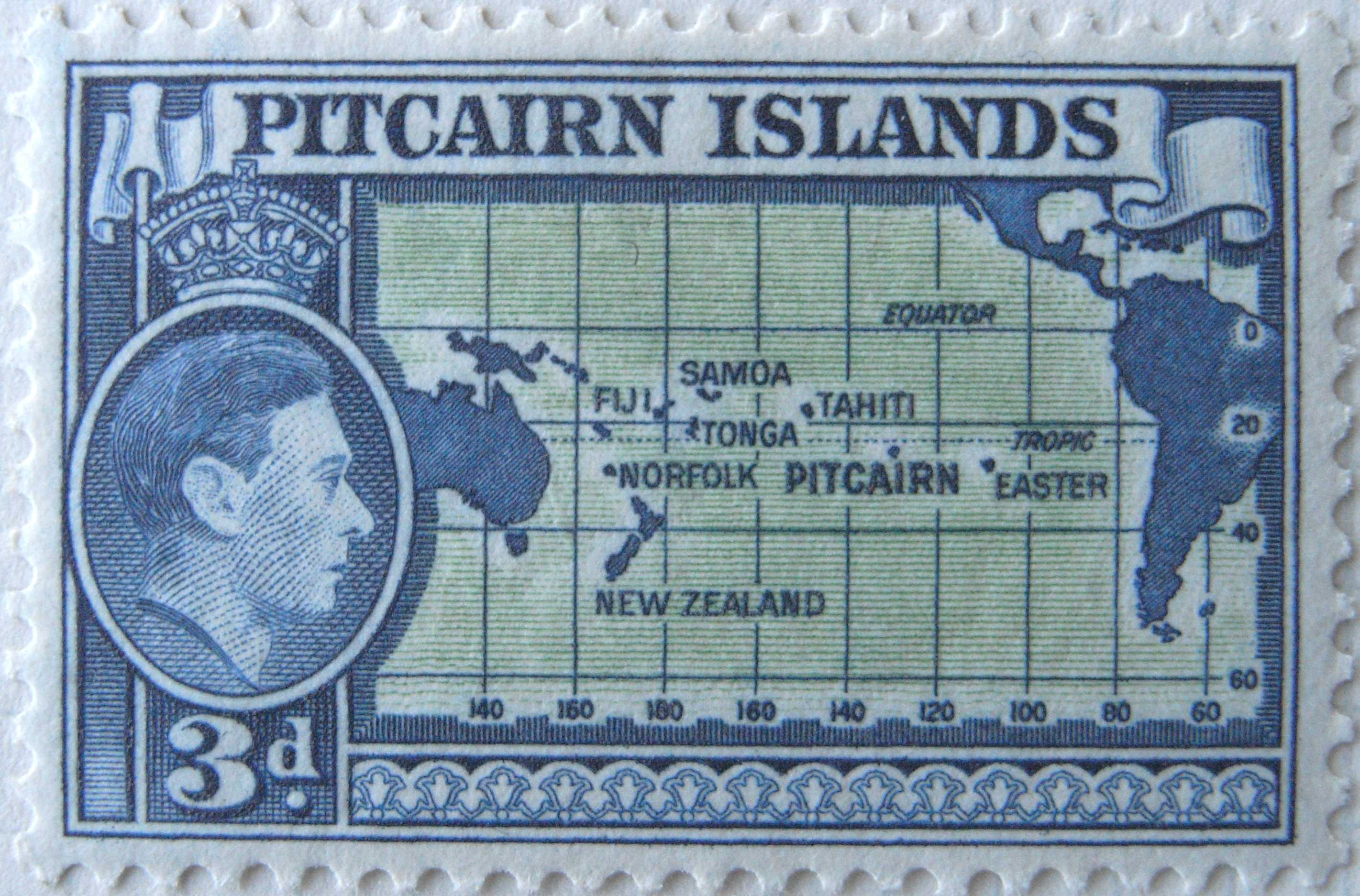
Sello de Pitcairn de 1940, con el mapa.

Las islas están en Oceanía, en el océano Pacífico del sur, aproximadamente en el punto medio entre Perú y Nueva Zelanda. Con solo 5 km 2 es uno de los lugares habitados más remotos del mundo.
La isla Pitcairn está aproximadamente a unos 2,170 km al sureste de Tahití, 5,310 km de Auckland, Nueva Zelanda, y a 6,600 km de Panamá. Las islas habitadas más cercanas son la Isla de Pascua, 2.000 km al este, y la isla Mangareva, 500 km al oeste.
La costa de la isla Henderson tiene unos acantilados de caliza de origen coralino que rodean uniformemente toda la isla. Las islas Henderson, Oeno y Ducie forma parte del territorio de Islas Pitcairn desde 1902, año en que fueron anexionadas.
La isla Oeno se encuentra a 143 km al noroeste de la isla Pitcairn, en las coordenadas 23°55′26″S130°44′03″O.

## Área
La Islas Pitcairn tienen una superficie de 47 km² y tienen 51 km de costa, conteniendo también una zona económica exclusiva de 836,000 km² de mar territorial, tienen aproximadamente 3,2 km de largo y 1,6 km de ancho. Las Islas no tiene ninguna frontera terrestre, el punto más bajo es el propio océano Pacífico a 0 m y el punto más alto es Pawala Valle Ridge con 347 m sobre el nivel del mar. En la isla Pitcairn hacen deforestaciones solo una porción pequeña de los restos de bosque originales debido a estar en llamas y para poblamiento.

### Isla Ducie
Está deshabitada salvo por expediciones o marinos que desembarcan. Es el atolón más oriental de la región biogeográfica del océano Indo Pacífico, poseyendo una Biota pura, aunque empobrecida, de perfil polinesio. Es una de las tierras más cercanas a la Isla de Pascua (después de la isla Sala y Gómez). Es uno de los límites del Polo de inaccesibilidad del Pacífico además de ser uno de los objetos más deseados de la nesomanía. El atolón está localizado a 540 km al este de Pitcairn y a 1.336 km al noroeste de Isla de Pascua en las coordenadas 24°40′09″S 124°47′11″O / -24.66917, -124.78639 con un área total, incluyendo la laguna, de 3,9 km². Tiene 2,4 km de largo, noreste a sudoeste, y aproximadamente 1,6 km de ancho. Hay 4 islotes en el atolón:
- Islote Acadia (el más grande, bordes norte y este)
- Islote Pandora (segundo más grande, al sur)
- Islote Edwards (immediatamente al este del Islote Pandora)

Los islotes están hechos de escombros de coral, erizos y restos de conchas marinas. Hay una cantidad justa de cubierta de coral en la laguna, los géneros dominantes son Montipora y Astreopora.

### Isla Oeno y Sandy

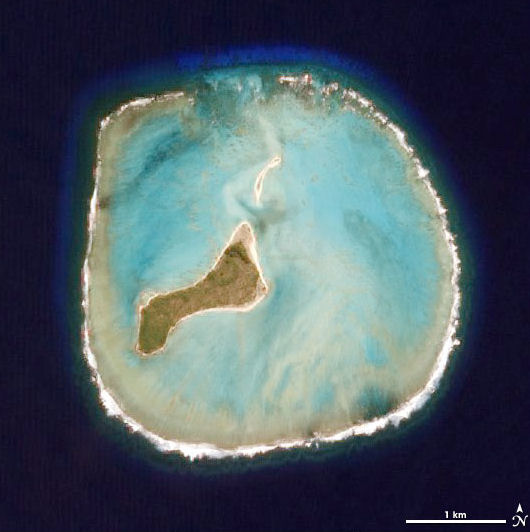
La Isla Oeno y Sandy desde un satélite

Posee un diámetro de unos 5 km, incluyendo la laguna central, el área total supera los 20 km². Hay dos islas y tres pequeños islotes sobre el contorno del atolón. En conjunto su área no supera los 0,7 km². La isla de Oeno sirve de sitio privado de vacacional a los pocos habitantes de la isla Pitcairn, quienes suelen concurrir allí durante el mes de enero por períodos de un par de semanas, posee un área de 0,5 km². La isla se encuentra sobre el borde suroeste del atolón. Posee un breve bosque y matorrales con cocoteros y pandanus. Hay matorrales de heliotropioideae que proveen flores al entorno y se desarrolla un manglar en un sector de la isla, la isla posee un sistema de suministro de agua. El punto más elevado apenas sobresale 4 metros sobre el nivel del mar. Hay tres islotes al sur y oeste de la isla principal.

### Isla Pitcairn

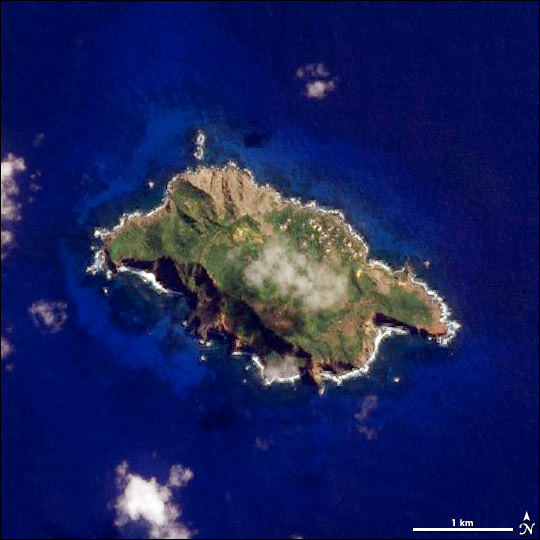
Isla Pitcairn desde un satélite.

Tiene una superficie de 5 km² y es uno de los lugares habitados más remotos del mundo. Las islas habitadas más cercanas son la Isla de Pascua, 2.000 km al este, y la isla Mangareva, 500 km al oeste.
La isla es de origen volcánico, con una costa de acantilados abruptos. Contrariamente a muchas otras islas del Pacífico Sur, no está rodeada de arrecifes de coral que protejan la costa. El único acceso se encuentra en la Bahía del Bounty, con un pequeño muelle. No tiene ningún puerto ni aeropuerto. El único pueblo es Adamstown cerca de la Bahía del Bounty.
El perfil es suave, con una altitud máxima de 346 m sobre el nivel del mar.
El suelo volcánico y el clima tropical con abundantes precipitaciones hacen que el suelo sea productivo.
Como no hay ríos ni lagos, el agua potable se recoge de la lluvia con cisternas.

### Isla Henderson

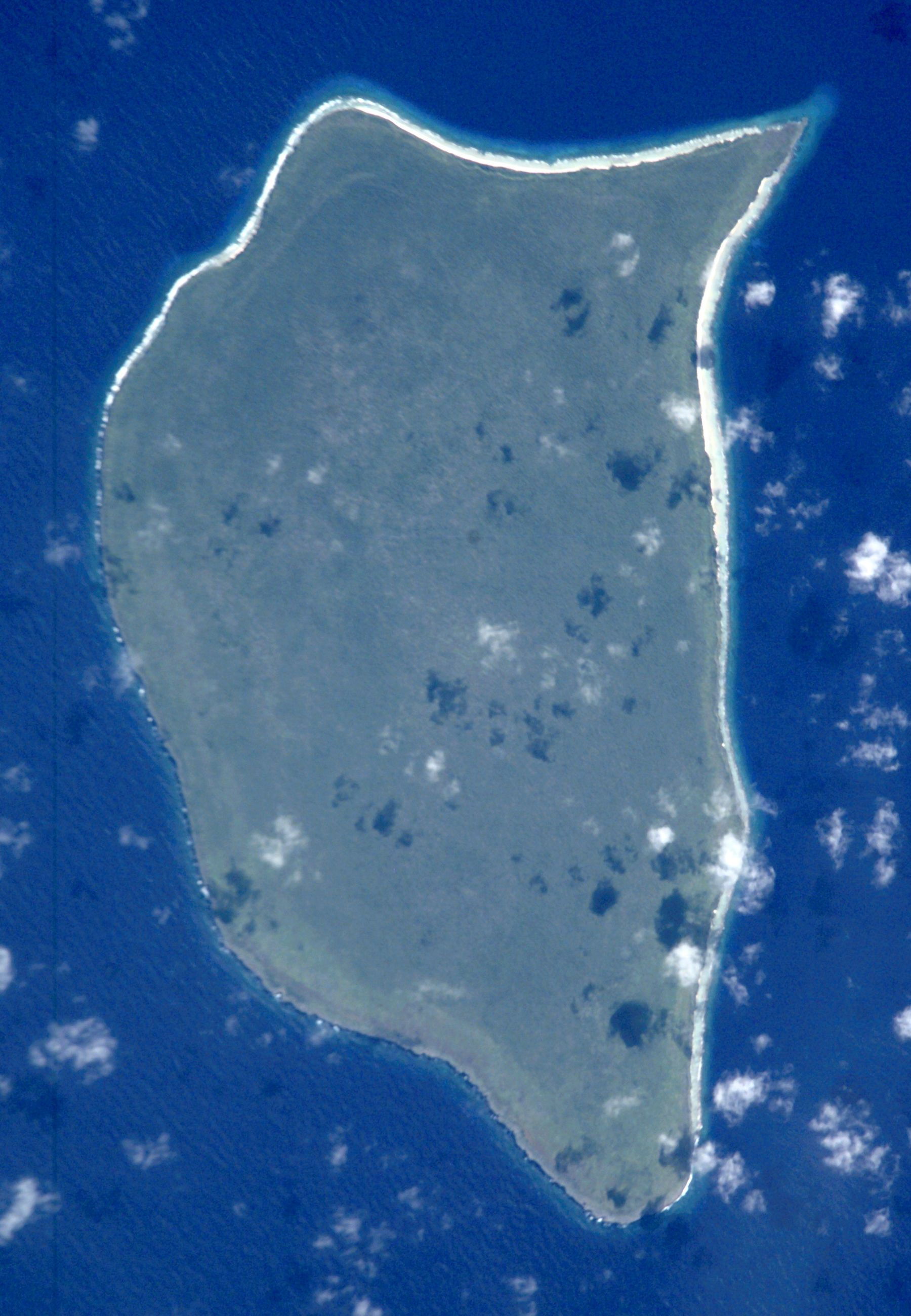
Isla Henderson

Es un atolón de coral levantado. La masa terrestre principal más cercana está a más de 5.000 kilómetros de distancia. Esta isla de piedra caliza coral se asienta sobre un montículo cónico (presunto volcánico), que se eleva desde una profundidad de aproximadamente 3.500 metros. Su superficie es mayormente escombros de arrecife y caliza disecada, una mezcla extremadamente robusta de pináculos escarpados e irregulares y agujeros de sumidero poco profundos, y excepto en el extremo norte la isla está rodeada por escarpados acantilados de piedra caliza de hasta 15 metros de altura.
Tiene tres playas principales, en los lados del noroeste, del norte, y del noreste, y los lados del norte y del noroeste son franjados por filones. Se cree que la depresión en el centro de la isla es una laguna elevada. Solo hay una fuente de agua potable conocida, una fuente salobre en la costa norte expuesta a media marea, que se eleva desde una hendidura en roca plana, cuyas grandes superficies componen la cara de la playa. La marea oceánica circundante es de aproximadamente un metro en la marea de primavera.

## Clima
La isla Pitcairn está ubicado justo al sur del Trópico de Capricornio y goza de un clima equitativo, con unas temperaturas medias mensuales que varían de 19 °C en agosto a 24 °C en febrero. Las temperaturas diarias pueden varían entre 13 °C a 33 °C. Los 2.000 mm de precipitación anual se distribuyen de forma desigual, prolongados períodos de lluvias se alternan con sequías.
Las isla Pitcairn disfruta de temperaturas cálidas durante todo el año. Las temperaturas medias son de 25 a 35 °C de octubre a abril, mientras que en los inviernos la temperatura oscila entre los 17 °C y los 25 °C. La humedad media en verano puede superar el 95%. La estación de lluvias es de noviembre a marzo.